# 仙洞御所
仙洞御所（せんとうごしょ）は、太上天皇・法皇など、主に退位（譲位）した天皇の御所。
仙洞とは本来仙人の住み処を指し、そこから転じて上皇・法皇の御所をいい、さらに転じて上皇・法皇の異称としても使われた。

## 解説
仙人とは中国で古くから信じられた理想的な人間像で、俗世を離れて深山に隠遁することから、退位した天皇の住まいの美称として用いられるようになった。貴人の住まいを「御所」ということから「仙洞御所」と呼ばれた。
上皇・法皇は退位後、内裏から退去して仙洞御所に移るのを常とし、里内裏が多くそれにあてられた。仙洞御所はまた「院（いん）」とも呼ばれ、これも上皇・法皇の別称として使われた。仙洞御所には家政機関としての院庁が置かれたほか、白河上皇の時には近衛として北面武士のちに西面武士が設置された。

## 現在の仙洞御所

### 概要
谷口吉郎の設計による鉄筋コンクリート地上2階、地下1階建てで、御座所棟と事務棟に分かれる。
御座所は、日月の間・檜の間・鶴溜・もみじの間・黒柿の間・黒林の間・塩地の間などがあり、御座所は更に表公室（大小応接室・進講室・レセプション用の大食堂・事務室・書庫など）と奥私室（談話室・居間・食堂・妃用のキッチン・予備室・応接室・寝室・着替え室・御化粧室・地下厨房）に分かれる。
事務棟は、御座所棟と渡り廊下でつながれており、事務棟1階（護衛室・電池室・応接室・事務主管室・事務宿直室・事務室など）と事務室2階（侍医室・東宮大夫室・侍従長室・侍従寝室・侍従室・応接室・女官室・女官長室・女官寝室など）という構成であった。

### 経緯
2019年（平成31年）4月30日24時00分をもって第125代天皇が退位して上皇となり、同時刻である令和元年5月1日0時00分、今上天皇が第126代天皇に即位した。これに伴い、東京都千代田区千代田皇居の従来の「御所」が上皇の御所である「吹上仙洞御所」に、同都港区元赤坂赤坂御用地の従来の東宮御所が天皇の御所である「赤坂御所」にそれぞれ改称された。

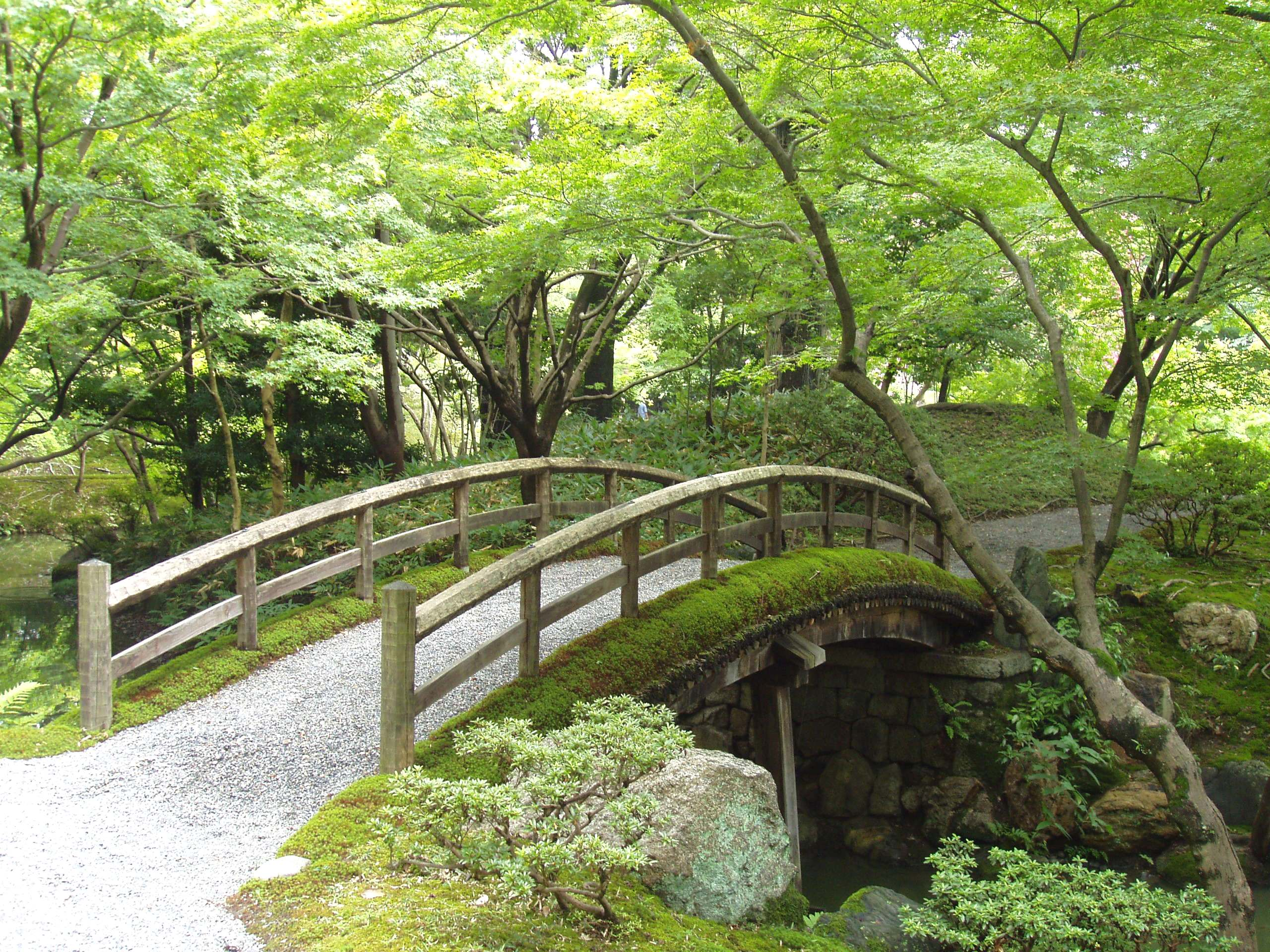
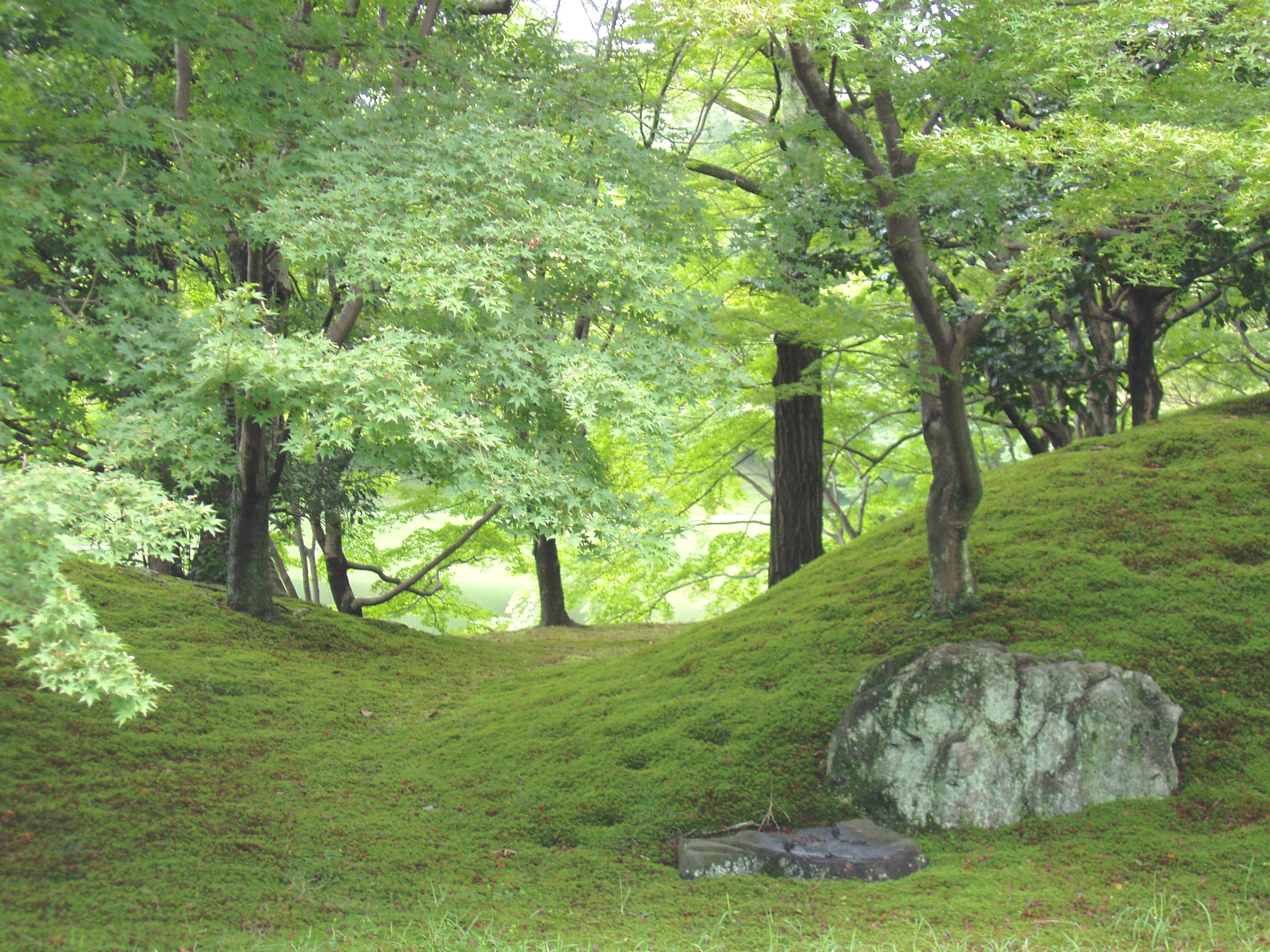
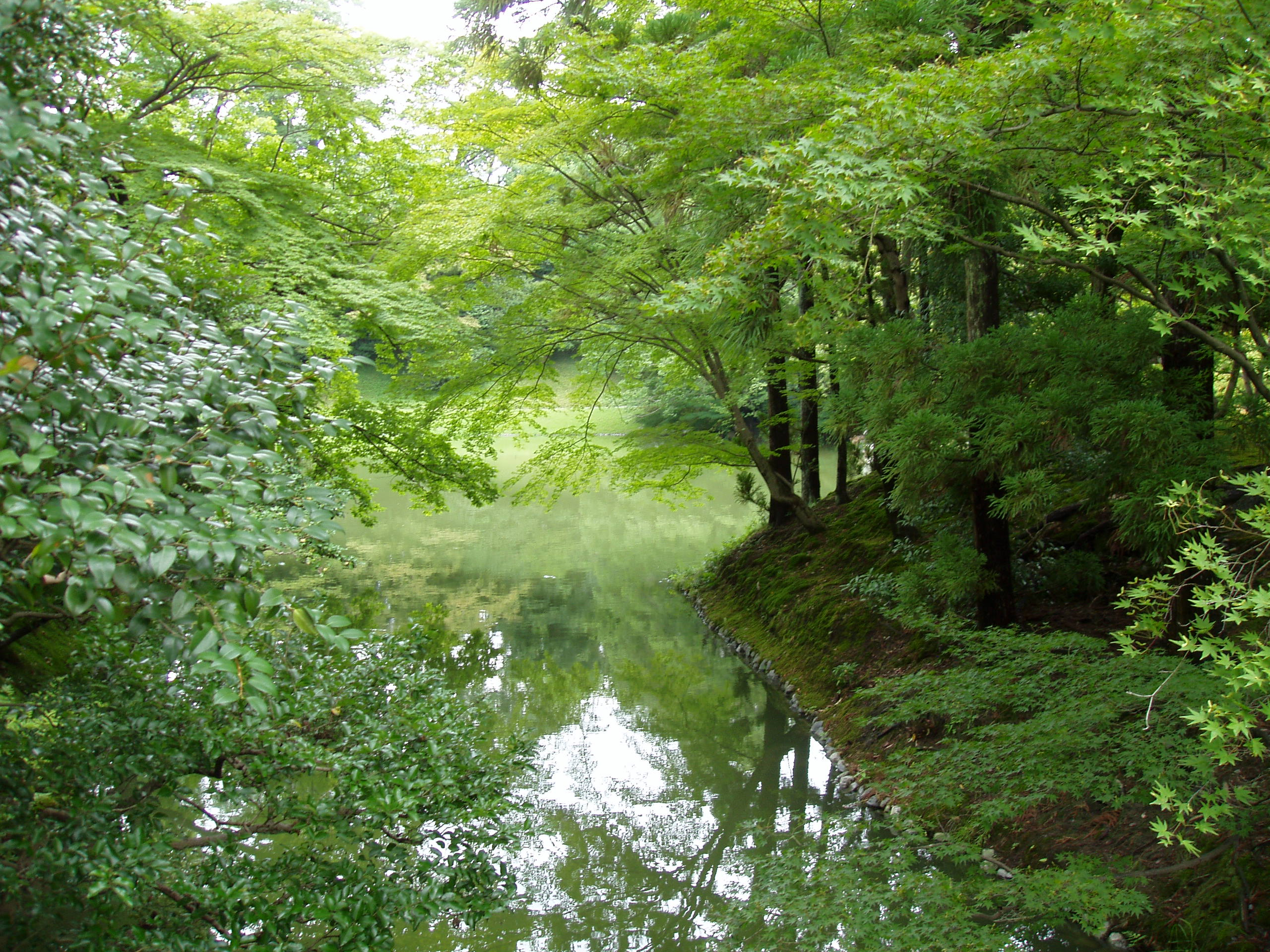
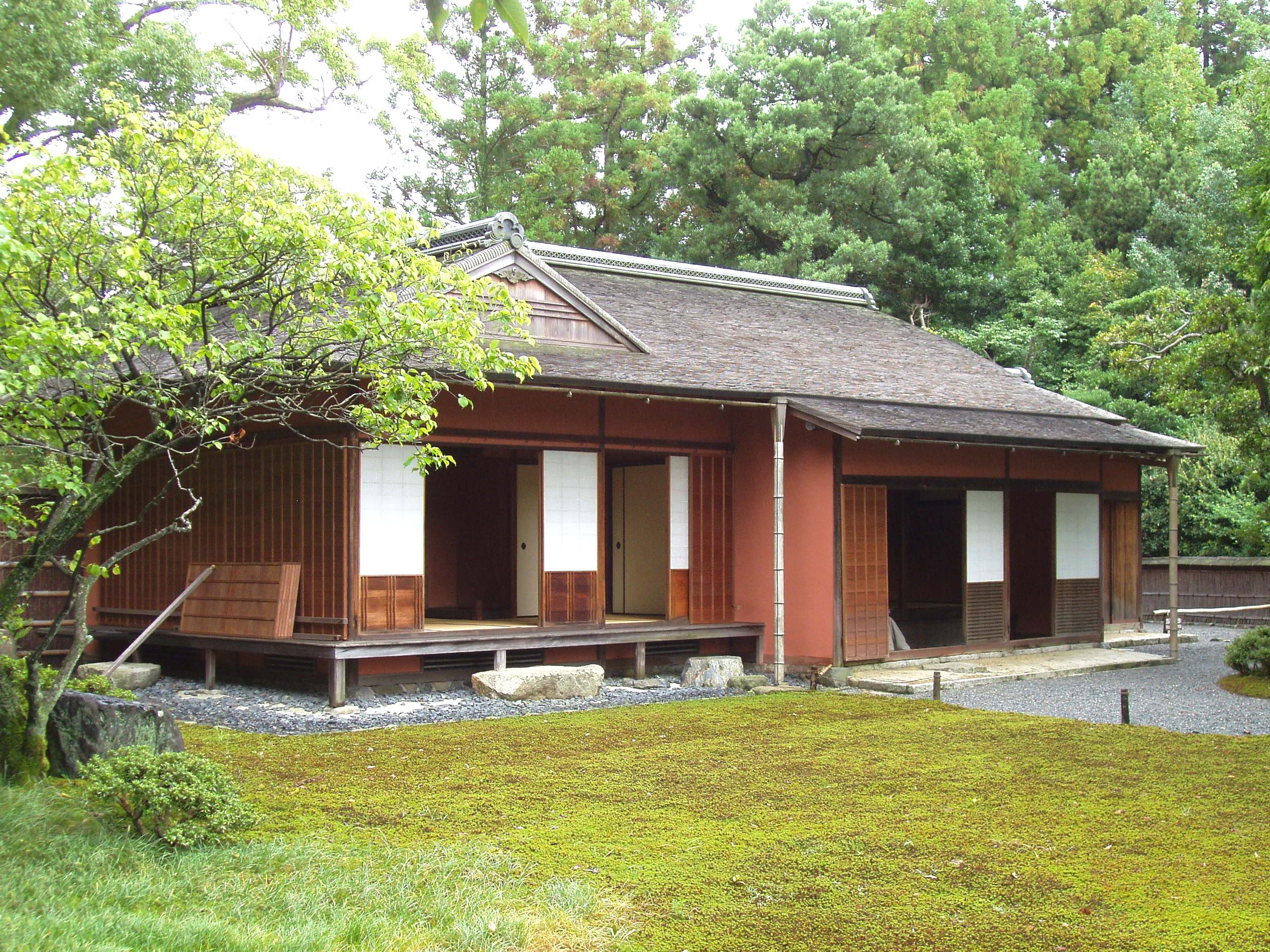
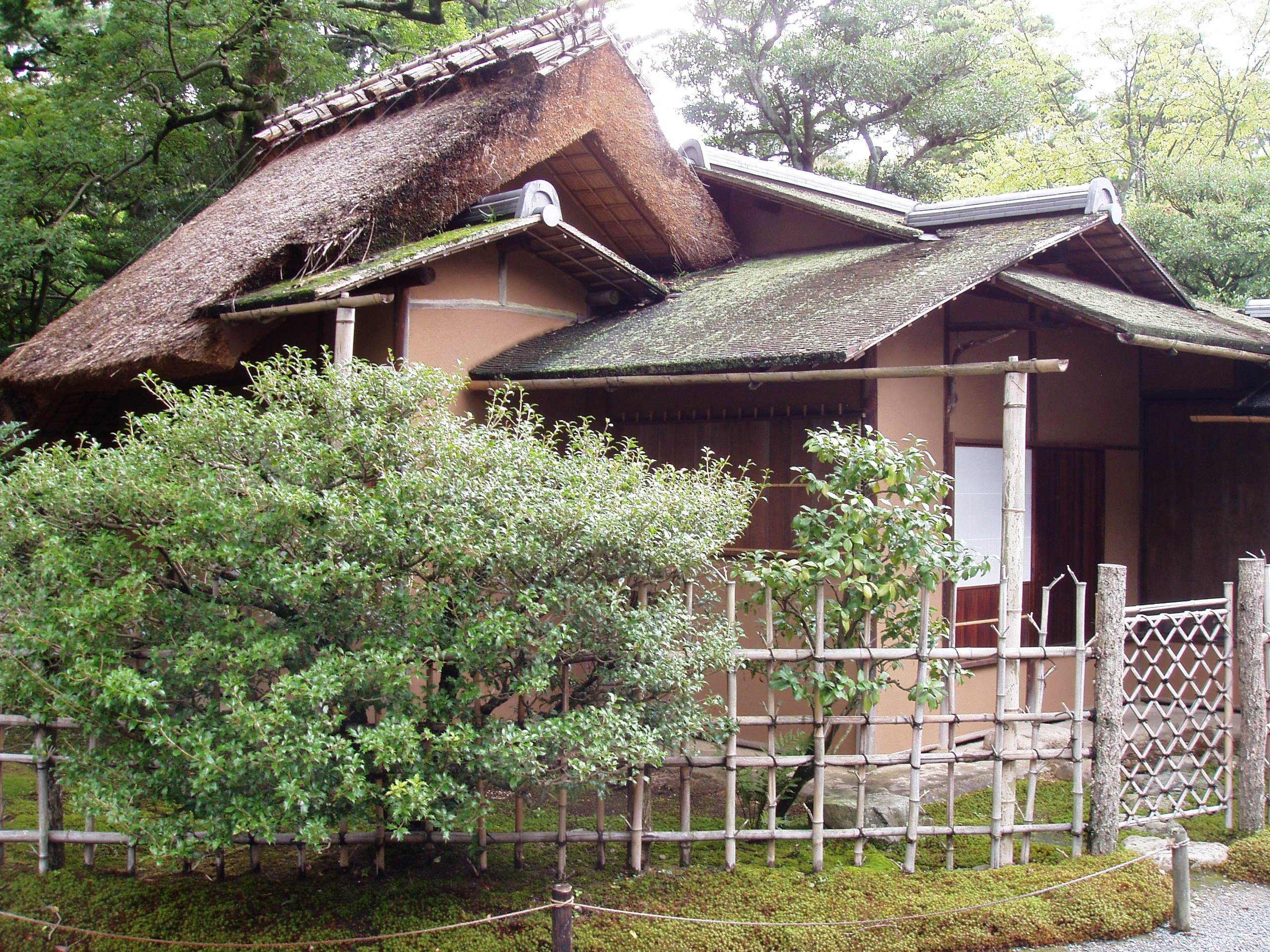

その後、2020年（令和2年）3月31日に上皇・上皇后は、「赤坂御所」が正式な「仙洞御所」として改修されるまでの間の仮住まいとして、同都港区高輪の「高輪皇族邸（旧高松宮邸）」に転居し、これを「仙洞仮御所」と称した。一方、皇居の「吹上仙洞御所」は改修を経て、2021年（令和3年）9月6日より今上天皇一家の正式な御所となった。そして天皇一家転居後の「赤坂御所」は改修され、2022年（令和4年）4月26日に上皇・上皇后が「高輪皇族邸」から再度転居し、正式な「仙洞御所」となった。

### 歴史
現在の「仙洞御所」の敷地は、1930年（昭和5年）に竣工し1945年（昭和20年）に戦災で焼失した貞明皇后の「大宮御所」跡地に当たる。建物自体は皇太子明仁親王・同妃美智子の住まい「東宮御所」として建設され、総工費2億2300万円で、1960年（昭和35年）4月に竣工した。
1978年（昭和53年）9月、皇子女の成長に伴い増築工事が行われた。総工費2億2000万円で、1977年（昭和52年）7月に着工。私室棟の東側に平屋建て一部二階建てにされ、皇子室（一階に3室）、進講室（3室）、和室、職員室（2室）、納戸などが新たに設けられた。
1989年（昭和64年）1月7日、昭和天皇が崩御し明仁が践祚（即位）するが、その後も当地に住み続けたため、「赤坂御所」と改称された。1993年（平成5年）12月に吹上御苑内に新築された「御所」に天皇明仁・皇后美智子と紀宮清子内親王が移居した後は、皇太子徳仁親王が居住したため、再び「東宮御所」となった。
1993年（平成5年）5月から、1994年（平成6年）7月まで、徳仁親王と同妃雅子の結婚に伴い、日本庭園の建設と洋風内装の工事を施す。着工費は3億800万円。竣工後、皇太子同妃は「東宮仮御所（赤坂東邸）」から移居。
さらに、1997年（平成9年）には、バリアフリー化、公室棟改修（耐震補強工事・車椅子用リフト設置等）のため、改修が行われた。工費は5億8000万円。
2001年（平成13年）8月、皇太子妃雅子の懐妊に伴い、子供部屋関係改修工事が行われた。紀宮清子内親王（現：黒田清子）の元居室を耐熱性のあるコルクタイルに変え、壁にはリノリウムを使用、天井・壁ともクリーム色に塗り替えた。また、部屋を仕切って新たに看護師控室も設けられ、空調も交換。総工費は約3000万円。
部分的な改修工事は行われてきたが、竣工から半世紀経過しており、老朽化が著しいため、2008年（平成20年）8月より1年間、私室と事務棟の配管の交換や内装の張り替えなどの改修工事が行われた。併せて、2009年（平成21年）5月、事務棟の屋根に太陽光発電用のソーラーパネルを設置しトイレにLED照明を設置するなどのエコロジーを考慮した改修も行われた。総工費は約10億円。皇太子一家は工期中、再び「赤坂東邸」を「東宮仮御所」とした。
2015年（平成27年）時点では、72部屋（公室部分12、事務棟38室、奥私室22）であった。
2021年（令和3年）9月、天皇徳仁・皇后雅子・敬宮愛子内親王が皇居内の御所に移居し、上皇明仁・上皇后美智子の「仙洞御所」として使用するため、バリアフリー化等の工事が行われた。私室部分にはエレベーター1基や手すり、スロープが新設されたほか、上皇明仁のライフワークである魚類研究のための部屋も設けられた。総工費は約6億4000万円。工期中、上皇上皇后は「高輪皇族邸」を「仙洞仮御所」とした。2022年（令和4年）4月、上皇上皇后は、おおむね改修工事を終えた「仙洞御所」に遷御した。

## 京都仙洞御所

### 概要
現在の京都仙洞御所の所在地は、京都市上京区にある京都御苑内で、京都御所の南東に位置している。これは1627年（寛永4年）に京都新城の跡地に後水尾上皇のために造営されたもので、正式名称は「桜町殿」という。東部には広い池を中心に庭園が広がっている。初め小堀遠州によって築庭されたが、のちに後水尾上皇の意向により大きく改造されている。
旧来の仙洞御所の建築群は1854年（嘉永7年/安政元年）の火災後再建されず、現在では1808年（文化5年）造の醒花亭と明治期に京都御苑内の近衛家から献上された又新亭（ゆうしんてい）という茶亭と柿本社という小社と氷や雪を貯蔵する氷室と庭園のみが残っている。1867年（慶応3年）以降には隣りの御常御殿が残る大宮御所に組みいれられ、皇室の京都における邸宅として整備された。庭園の南東周辺が空地であり、これを利用して大正天皇及び昭和天皇の大礼の際に、大嘗宮が建立された。平成初期にも京都迎賓館建設地として、こちらも検討されたが、京都御苑の別の一角（昭和天皇大礼の大饗の儀を催した饗宴殿の跡地）に建設された。
なお、京都仙洞御所の西北に隣接する京都大宮御所は後水尾天皇の中宮であった東福門院の女院御所として造営されたものが元となっている。前述のとおり京都大宮御所は御常御殿の改修を行いそれに伴い仙洞御所との塀を除きこれを組み入れた。大正時代には大宮御所の御常御殿にガラス戸を入れ、電灯を引き、居間や寝所の内装などが洋風に改められるなど居住性が向上し、仙洞御所の庭園を合わせた邸宅としての装いが整った。大宮御所と仙洞御所を合わせた邸宅を単に「大宮御所」と呼び、天皇・皇后の行幸啓の際の滞在施設として使用されていた。

### 経緯
旧来の仙洞御所（大宮御所含む）の地は、かつて聚楽第の後身として豊臣秀吉が築いた豊臣家の本邸「京都新城」のあった地であり、当時は太閤御所・太閤上京御屋敷などと呼ばれていた。秀吉が没した翌慶長4年9月に大坂城から秀吉の正室の北政所が移り居住した。彼女は寛永元年に没する。しばらくは甥の木下利房（次男の利次が北政所の養子として羽柴家を継承）が居住したが、寛永4年に後水尾天皇が譲位の意向を示すと、幕府はこの地を仙洞御所と大宮御所の地として選び御所建設工事に着手した。
このとき御所の規模構造について大坂城代から「皇居より大きくしないこと」などと細かな指示書が示されている。譲位の意向は中宮の東福門院所生の親王が夭折し、いったん撤回され、工事の進捗は緩慢になったと考えられる。寛永6年11月天皇が突如譲位を決行すると、工事を再開、翌7年12月に上皇は新構の仙洞御所に移徙（わたまし）している。このとき多くの建物は二条城から寛永行幸の際に使用した建物を移築再利用している。阿古瀬淵は豊臣家邸宅庭園の遺構と伝える。
後水尾上皇のあと、京都で太上天皇となったのは、明正天皇、後西天皇、霊元天皇、東山天皇、中御門天皇、桜町天皇、後桜町天皇、光格天皇の計9方。
1840年（天保11年）の光格上皇の崩御後は、退位し上皇となる天皇がいなかった事から、1869年（明治2年）の東京奠都に伴う東京への皇室や御所の移転を経た後も単に「仙洞御所」と称されていた。
1947年（昭和22年）6月、近畿地方に昭和天皇の戦後巡幸。天皇の御泊所は京都大宮御所が充てられたが、昭和天皇はしばしば仙洞御所の庭園を散策。蛍を鑑賞した記録も残る。
2019年（平成31年）4月30日、明仁天皇が東京奠都後の天皇としては初めて退位し、上皇となった。その上皇の御所として「仙洞御所」が東京（東京都内）にも整備されることから、区別の為に従来の仙洞御所は「京都仙洞御所」と改称された。

## 上記以外の仙洞御所
平安京の北西部を占める妙心寺は、花園上皇の仙洞御所である萩原院を寺に改めたものである。